# Białostok
Białostok (ukr. Білосток) – wieś położona na Ukrainie, w rejonie łuckim, w obwodzie wołyńskim, liczy 380 mieszkańców.